# Julio Iglesias
Julio Iglesias (šp. Julio José Iglesias de la Cueva, * 23. září 1943, Madrid, Španělsko), je španělský popový zpěvák, držitel ceny Grammy. S téměř 300 miliony prodaných alb se řadí k nejprodávanějším světovým umělcům. Vydal 77 alb a zpíval 14 jazyky, díky čemuž měl úspěchy téměř všude.

## Životopis
Začínal jako brankař Real Madrid, ale kvůli zranění nakonec přešel k hudbě. To se stalo na konci 60. let. V 70. letech dobýval Evropské hitparády s písněmi Un Canto A Galicia, Quiereme Mucho (ve španělštině i francouzštině), Manuela a Le monde est fou, le monde est beau (ve francouzštině). V roce 1981 se jako první Španěl dostal do čela britské hitparády se singlem Begin The Beguine (Volver A Empezar). Následovaly hity Amor a Hey, ve Španělsku nejprodávanější singl 80. let. V Americe a Austrálii se prosadil až v roce 1984 albem 1100 Bel Air Place, které obsahovalo 2 velké hity - duet s Williem Nelsonem To All The Girls I've Loved Before a duet s Dianou Ross All Of You. 90. letech měl úspěchy s alby Tango a Crazy, nazvané podle titulní písně napsané Williem Nelsonem.
Julio je nyní podruhé ženatý a má osm dětí. Jedním z nich je známý zpěvák Enrique Iglesias.

## Diskografie
| - Yo canto (1969) - Gwendolyne (1970) - Un canto a Galicia (1972) - Por una mujer (1972) - A flor de piel (1973) - Und das Meer singt sein Lied (1973) - Soy (1974) - A México (1975) - El amor (1975) - América (1976) - En el Olympia (1976) - Se mi lasci, non vale (1976) - Schenk mir deine Liebe (1976) - A mis 33 años (1978) - Sono un pirata, sono un signore (1978) - Aimer la vie (1978) - Ein Weinachtsabend mit Julio Iglesias (1978) - Da Manuela a Pensami (1978) - Emociones (1979) - Innamorarsi alla mia età (1979) - A vous les femmes (1979) - As vezes tu, as vezes eu (1979) - Hey! (1980) |  | - Sentimental (1980) - Amanti (1980) - De niña a mujer (1981) - Fidèle (1981) - Zärtlichkeiten (1981) - Minhas canções preferidas (1981) - Begin the beguine (1982) - Momentos (1982) - Momenti (1982) - Et l'amour créa la femme (1982) - Internacional (1983) - In concert (1983) - Julio (1983) - 1100 Bel Air Place (1984) - Libra (1985) - Un hombre solo (1987) - Tutto l'amore che ti manca (1987) - Non stop (1988) - Raíces (1989) - Latinamente (1989) - Starry Night (1990) - Calor (1992) - Calor (edición francesa) (1992) |  | - Anche senza di te (1992) - Calor - Engel der Nacht (1992) - Crazy (1994) - La carretera (1995) - Tango (1996) - Mi vida: Grandes éxitos (1998) - Ma vie: Mes plus grands succés (1998) - La mia vita: I miei successi (1998) - Minha vida: Grandes sucessos (1998) - My life: the greatest hits (1998) - Noche de cuatro lunas (2000) - Una donna può cambiar la vita (2001) - Ao meu Brasil (2001) - Divorcio (2003) - Love songs (2003) - En français (2004) - Love songs - Canciones de amor (2004) - L'homme que je suis (2005) - Romantic classics (2006) - Quelque chose de France (2007) - Live from Los Angeles (2009) - Nathalie (2010) - 1 (2011) |

Spolupráce s jinými umělci
- Without a Song - Willie Nelson (1983), píseň: As Time Goes By
- Suspiros de España - Manolo Escobar (1987), píseň: Un canto a Galicia
- What a Wonderful World - Willie Nelson (1988), píseň: Spanish Eyes
- Soñadores de España - Plácido Domingo (1989), píseň: Soñadores de España
- Homenaje - Lola Flores (1990), píseň: Somos dos caminantes
- Piel de hombre - José Luis Rodríguez "El Puma" (1992), píseň: Torero
- La distancia - Simone Bittencourt de Oliveira (1993), píseň: Brigas
- Duets - Frank Sinatra (1993), píseň: Summer Wind
- Mar adentro - Donato y Estéfano (1995), píseň: Naturaleza
- Voces unidas - různí (1996), píseň: Puedes llegar...
- Amigos - Paul Anka (1996), píseň: A mi manera (My Way)
- Desde que tú te has ido - Cecilia (1996), píseň: Un ramito de violetas
- Nana latina - Nana Mouskouri (1996), píseň: Sé que volverás
- Y sigue siendo el rey - José Alfredo Jiménez (1999), píseň: El rey
- Rocío Dúrcal Una Estrella en el Cielo - Rocío Dúrcal (2010), píseň: Como han pasado los años